# Guillaume III Roger de Beaufort
Guillaume III Roger de Beaufort (1332-1395), vicomte de Turenne, fils de Marie de Chambon et de Guillaume II Roger, vicomte de Lamothe, comte de Beaufort et d'Alès, est le neveu de Clément VI et le frère de Grégoire XI, deux des plus illustres papes d'Avignon.

## Biographie
Guillaume III Roger est le fils de Guillaume II Roger de Beaufort (vicomte de Valernes) et de sa première épouse, Marie de Chambon.

### Un mariage prestigieux

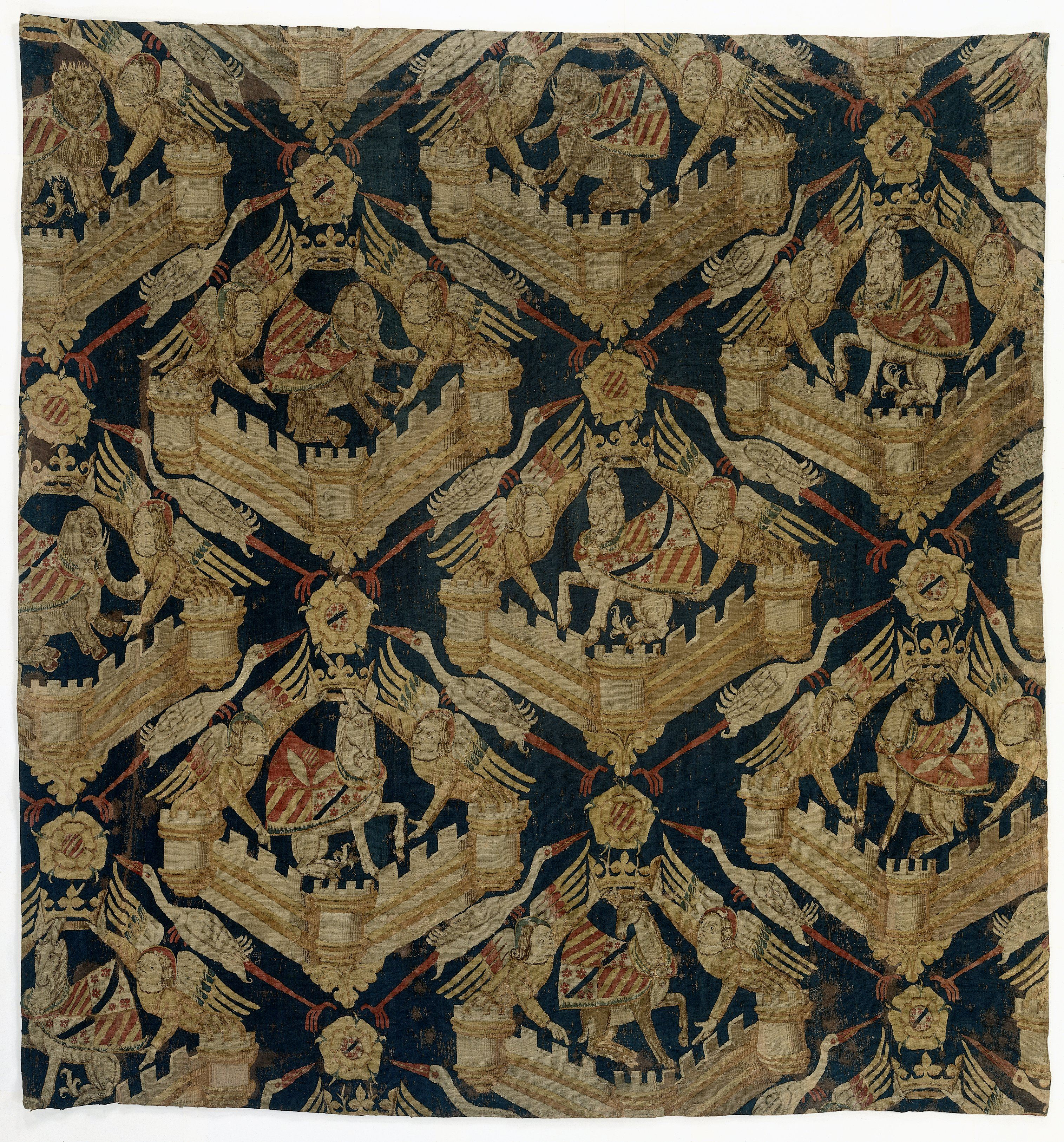
Fragment de tapisserie aux armes de Roger de Beaufort, Turenne et Comminges, réalisé pour commémorer le mariage avec Aliénor de Comminges, aujourd'hui conservé au Rijksmuseum. Au moins neuf autres fragments du même ensemble sont conservés dans divers musées et collections privées.

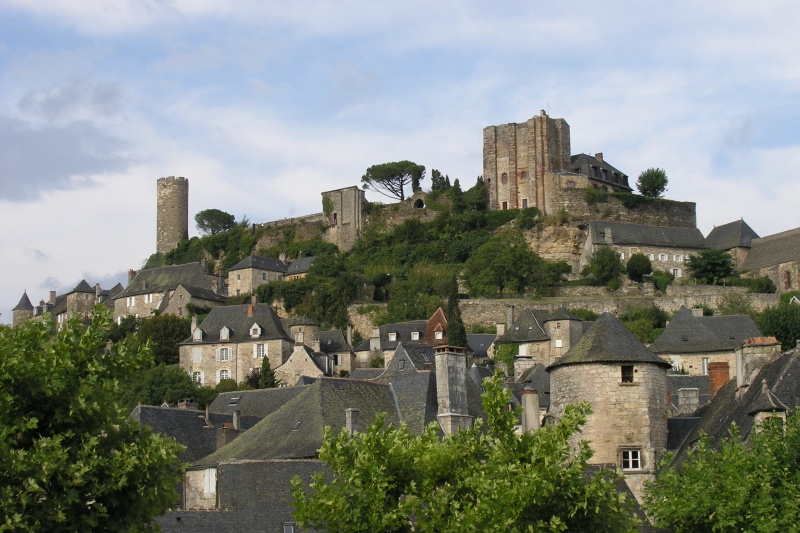
Le château des vicomtes de Turenne

Guillaume épousa Aliénor de Comminges quatrième fille du comte Bernard VIII et de Mathé de l’Isle-Jourdain. En prévision de cette union, Guillaume III avait été émancipé par son père le 28 novembre 1349 et s'était vu remettre tous les fiefs languedociens du comte de Beaufort et la moitié de la vicomté de Valernes. Le contrat de mariage entre Guillaume III et Aliénor rédigé à Narbonne, le 15 décembre 1349, avait été suivi d'un mariage par procuration.
Lors de leur union officielle, le 7 février 1350, Clément VI se fit un devoir de mettre dans la corbeille des jeunes époux la vicomté de Turenne, l’une des plus prestigieuses et des plus riches du Limousin.
La reine Jeanne, comtesse de Provence et souveraine de Naples, ayant été absoute de peine et de coulpe par le pape, après l’assassinat de son premier époux André de Hongrie, elle le remercia en donnant fiefs et dignités à sa famille. Ce fut dans ce cadre qu'elle nomma le vicomte de Turenne Grand Chambellan de son royaume de Sicile en 1351, puis qu'en janvier 1352, elle lui concéda les seigneuries de Pertuis, les Pennes, Meyrargues et Séderon.
Ce fut son oncle, Hugues Roger, le cardinal de Tulle, qui lui offrit entre 1351 et 1353 ses autres seigneuries dans le Languedoc et le Velay.

### Le fidèle des Valois

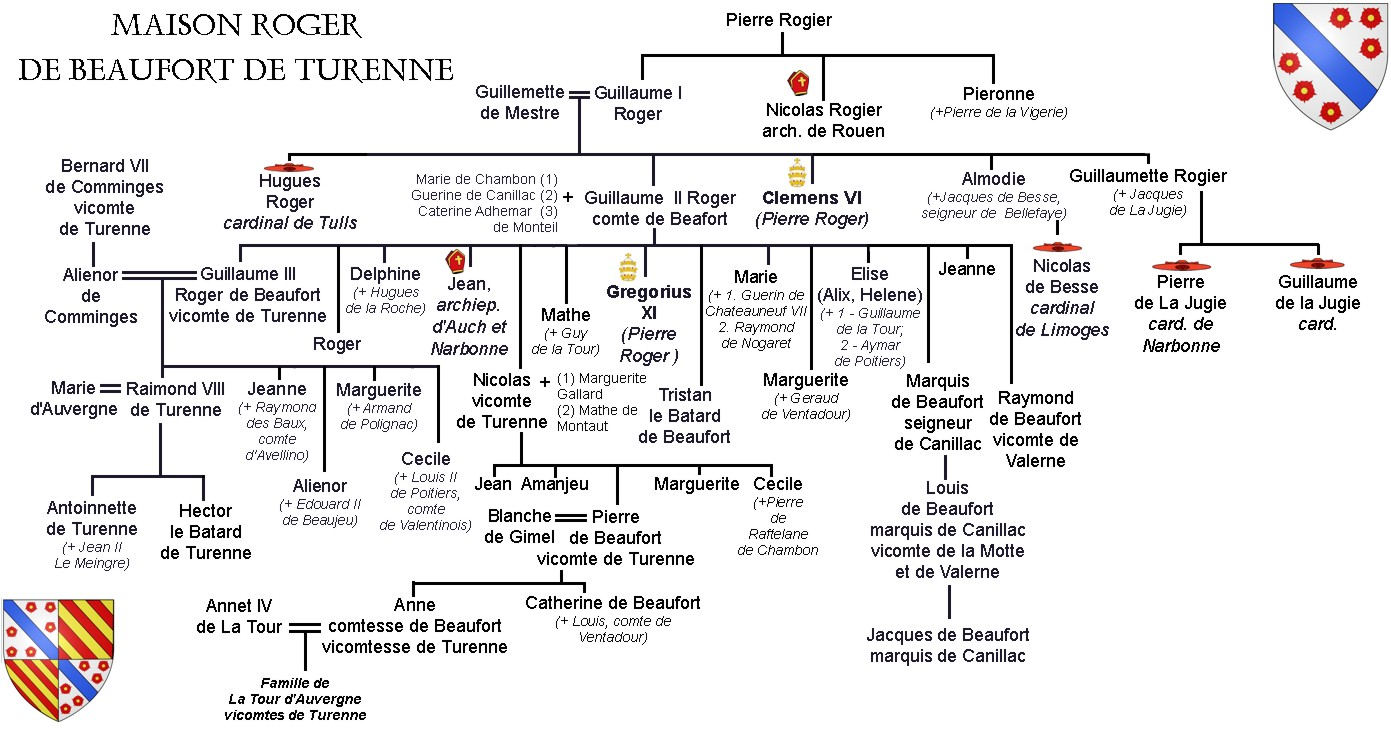

Selon les clauses du traité de Brétigny, signé le 8 mai 1360, la vicomté de Turenne devenait anglaise. Mais ce ne fut pourtant que le 8 mars 1361, que Guillaume accepta de rendre hommage au roi d’Angleterre. Cette fidélité aux Valois fut constante. Elle se renouvela au cours de l’automne 1365, quand le vicomte participa à la croisade conduite par Pierre Ier de Lusignan, contre le port égyptien d’Alexandrie. Il partit en compagnie de Jean de la Rivière, premier chambellan du roi de France, et de Philippe de Mézières, alors chancelier du roi de Chypre et futur conseiller de Charles V.
Apprécié par la Cour de France, Guillaume le fut aussi par la Cour impériale. Le 8 décembre 1373, l’empereur Charles IV de Luxembourg, oncle du roi de France, lui donna en fief la cité toscane de Chiusi et les châteaux, villes, terres et pays dépendant de ce diocèse : Monteleone, Montegabbione, Sarteano, Cetona, Chianciano, Piegaro, Panicale, Paciano, Monticchiello, Camporsevolo, Castiglione del Lago, ainsi que toutes les terres appartenant à la juridiction de Cortona.
Le 28 janvier 1374, Guillaume III Roger de Beaufort fut institué tuteur de sa petite-file Alix des Baux, en la ville d’Avignon, par Nicola Spinelli, Sénéchal de Provence pour la Reine Jeanne.
Quand en mars 1375, les Anglais et les Français s’accordèrent pour ouvrir des négociations à Bruges, Grégoire XI désigna pour y assister son frère Guillaume et leur cousin Guillaume de Lestranges, évêque de Carpentras. Charles V y dépêcha son frère Philippe le Hardi, duc de Bourgogne, Édouard III d'Angleterre, quant à lui, se fit représenter par son fils Jean de Gand.
Ce fut cette même année, le 28 octobre, que Guillaume III céda en usufruit sa vicomté à son fils Raymond VIII. Dès lors, la titulature vicomtale fut effectivement portée à la fois par Guillaume et par Raymond de Turenne.

### Recteur du Comtat Venaissin et capitaine général de la sénéchaussée de Beaucaire
Son frère Grégoire XI, avant son retour à Rome, en 1376, lui remit la charge de recteur du Comtat Venaissin au palais des papes de Sorgues. Le 19 octobre, le vicomte de Turenne prit officiellement ses fonctions lors d’une réception officielle à Carpentras et s’installa dans son palais rectoral. Le vicomte assuma cette fonction jusqu’au retour à Avignon de Clément VII.

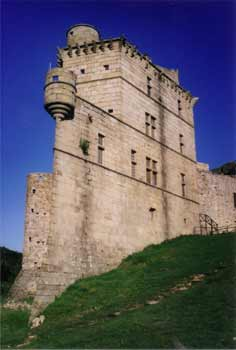
Le Château de Portes qui fut un des fiefs languedociens des Roger de Beaufort

Il s’installa alors dans son fief de Bagnols-sur-Cèze. Au cours des années 1382 et 1383, les Cévennes puis le Languedoc rhodanien virent arriver les Tuchins descendus d’Auvergne. Fin janvier 1382, la politique fiscale du rapace Jean de Berry précipita dans le Tuchinat de nouvelles recrues venues de tout le Languedoc. Pour leur faire face, le sénéchal Enguerrand d'Eudin nomma d’urgence le vicomte de Turenne Capitaine Général de la Sénéchaussée de Beaucaire et de Nîmes.
Guillaume Roger de Beaufort tenta de convaincre le duc de Berry de convoquer les trois ordres du Languedoc afin d’obtenir les subsides nécessaires pour engager enfin la lutte contre les Tuchins. Les États généraux furent finalement réunis au cours du mois de septembre 1382 au château d’Alès. Nanti des aides financières voulues, Guillaume put lever de nouvelles troupes qu’il concentra dans sa seigneurie de Bagnols-sur-Cèze.
Thibaud de Budos, dès 1383, lui contestant son fief et son château de Portes, le vicomte n’hésita pas à faire recruter par Jean Coq, son capitaine de Bagnols, des Tuchins pour lutter contre lui. Rejoints par Raymond de Turenne, ils réussirent un coup de maître en faisant bannir leurs chefs par les Tuniques Blanches. L’unité du Tuchinat était brisée et les conditions d’une trêve réunies. Un terme fut effectivement mis à la révolte, en février 1383, lors d’une paix qui fut signée à Alès par l’assemblée des communes que présidait Guillaume Roger de Beaufort.

### La spoliation de ses fiefs provençaux

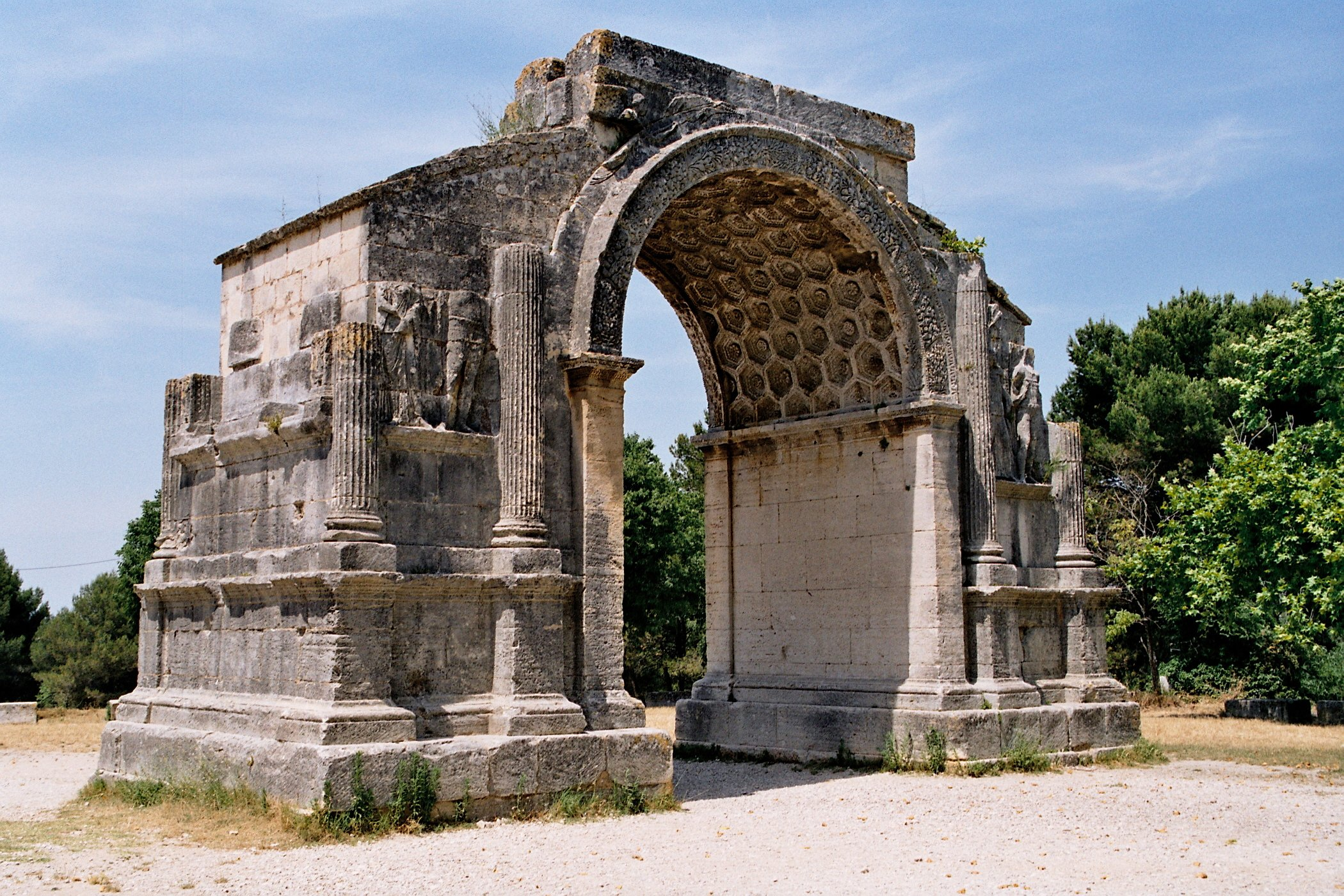
Aux Antiques, l'arc de triomphe de Saint-Rémy tel que l'a connu le vicomte de Turenne

Le 8 mars 1383, Guillaume Roger de Beaufort, en dépit de son allégeance à Louis d'Anjou et à son épouse Marie de Blois, se vit contester par la seconde maison d’Anjou, ses fiefs provençaux en particulier Saint-Rémy-de-Provence et les Baux. Sa réaction fut insolite. Il quitta sa charge en Languedoc pour participer aux côtés de Charles VI à la guerre en Flandre. Le vicomte rejoignit l’armée royale à Orléans, le 6 août 1383. Avec six bacheliers et cinquante-trois écuyers de son hôtel, il participa à la chevauchée de Bourbourg.
Ce ne fut que quatre ans plus tard, le 23 juin 1387, qu’il mit solennellement en réserve son devoir d’obéissance. Il constitua une Ligue avec Raymond II d’Agoult. Ce traité fut dit être signé entre grands et puissants seigneurs messire Raymond d’Agoult, seigneur de Sault et vicomte de Reillanne, et messire Guillaume Roger, vicomte de Turenne, tant pour leurs personnes que pour leurs parents, amis, serviteurs et valets. Le but de cette Ligue était de faire céder la régente Marie de Blois afin que les ligueurs retrouvassent leurs bénéfices et fiefs d’antan.
Ce fut un feu de paille puisque le 19 juillet 1387, Marie de Blois réunit son conseil. À cette réunion assistaient, outre Jean Le Fèvre, chancelier de la Régente, les évêques de Sisteron et de Vintimille, Raymond d’Agoult, le comte chambellan, et Guillaume Roger de Beaufort, vicomte de Turenne qui avaient mis leur Ligue sous l’éteignoir.
En dépit de ces avatars, toujours indéfectiblement fidèle aux Valois, le 9 août 1390, le vicomte, héritier de feu Guillaume Roger, son père, octroya à son frère cadet Nicolas Roger de Beaufort, seigneur d’Herment, les châteaux et les châtellenies du Chambon et de Rosiers à condition qu’il ne les léguât point à Jean de Limeuil, son fils passé au parti anglais.
Délaissant le comté de Provence, Guillaume se retira à Paris. N’acceptant pas que son fils ait refusé de marier sa petite-fille Antoinette de Turenne à Charles, le fils cadet de Marie de Blois, il décida dès lors de cesser de s’alimenter. Le vicomte testa le 26 mars 1395 et mourut de langueur deux jours plus tard. Il fut inhumé dans l’une des chapelles de la cathédrale Notre-Dame de Paris.

### La descendance du vicomte de Turenne
Le vicomte fut le père de cinq enfants. Ses quatre filles furent magnifiquement mariées. Jeanne, l’aînée, épousa Raymond IV des Baux, comte d’Avellino ; Aliénor, Édouard II de Beaujeu ; Marguerite, Armand IX, vicomte de Polignac ; et Cécile, Louis II de Poitiers, comte de Valentinois.
Son fils Raymond de Turenne (1352-1413) s’illustra en tant que Capitaine pontifical en Italie et succéda à Juan Fernandez de Heredia comme capitaine général des Armes du Comtat Venaissin. Le vicomte de Turenne lui laissa contester, les armes à la main, la spoliation de ses fiefs de Provence. Ce qui déclencha, durant les années 1380-1390, une des plus importantes guerres privées entre les Roger de Beaufort, Marie de Blois, comtesse de Provence, et les papes Clément VII et Benoît XIII.

## Héraldique
| Figure | Blasonnement |
|        | Écartelé : aux 1 et 4, d'argent à la bande d'azur accompagnée de six roses de gueules en orle, qui est de Roger ; aux 2 et 3, coticé d'or et de gueules, qui est de Turenne. |